# Tramvajová smyčka Harfa

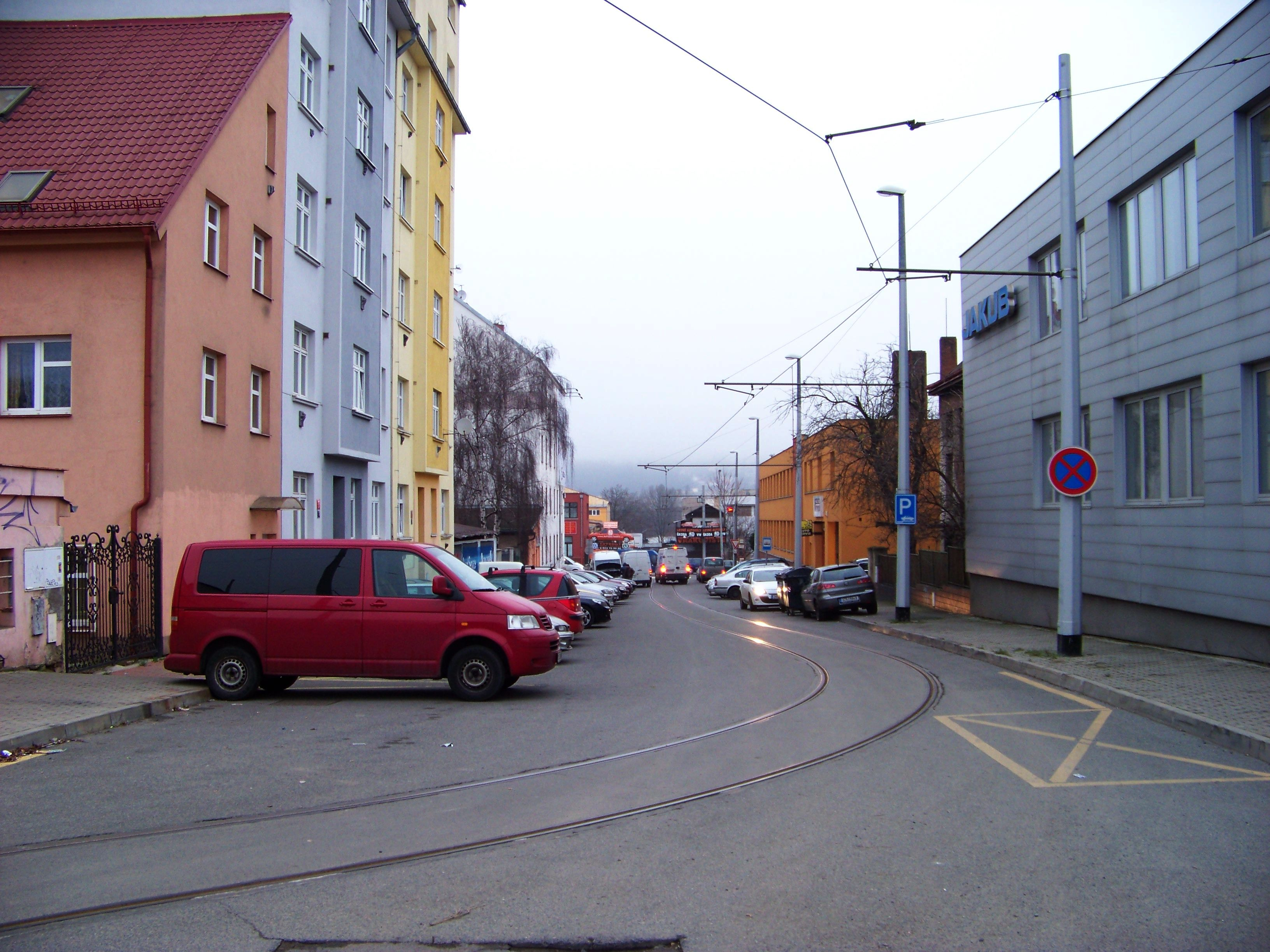
Tramvajová smyčka Harfa

Harfa je jednokolejná bloková tramvajová smyčka v Praze-Vysočanech. Nachází se u křižovatky Harfa v ulicích U Harfy a Čerpadlová, nedaleko nádraží Praha-Libeň. V současnosti slouží pouze manipulačním účelům a při výlukách. Smyčka vznikla v roce 1968.

## Popis
Smyčka začíná odbočením z tramvajové trati Balabenka – Harfa – Starý Hloubětín do ulice U Harfy, kde se nachází výstupní zastávka Harfa. Následně se smyčka rozšiřuje na dvě koleje. Za levotočivou odbočkou ulice U Harfy se dvě koleje opět spojují. Po následném odbočením vlevo do Čerpadlové ulice se před opětovným napojením na hlavní trať nachází nástupní zastávka. Využití smyčky je možné z obou směrů.

## Historie
Smyčka vznikla přestavbou kolejového trojúhelníku Harfa z roku 1931. Tato přestavba proběhla na více pražských tramvajových obratištích v roce 1967. Z původního vratného trojúhelníku tak vznikla bloková smyčka, která byla uvedena do provozu v roce 1968. Výjezd byl možný pouze směrem do centra. V této podobě byla provozována do roku 1988, kdy prošla smyčka rekonstrukcí, ve které došlo ke zprovoznění výjezdového oblouku směrem na Lehovec. V roce 2003 bylo stávající obratiště rozsáhle přestavěno, byla zřízena předjízdná kolej.
Dne 9. února v roce 2011 došlo na Harfě k pádu části domu, který zapříčinil stržení trolejí. Kvůli tomu musel být provoz tramvají na Poděbradské na přibližně 12 hodin pozastaven.

## Galerie

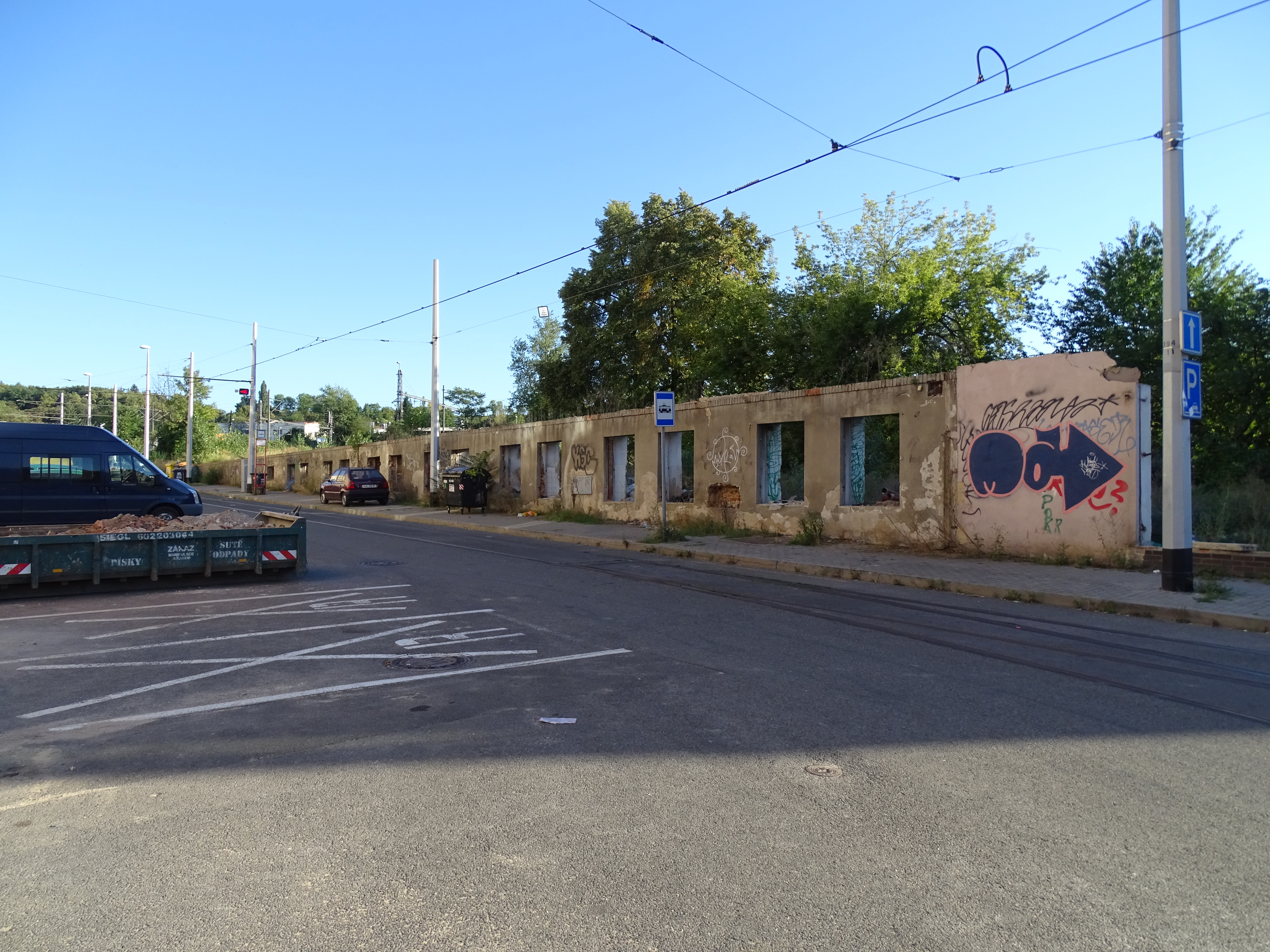
Vjezd do smyčky a výstupní zastávka
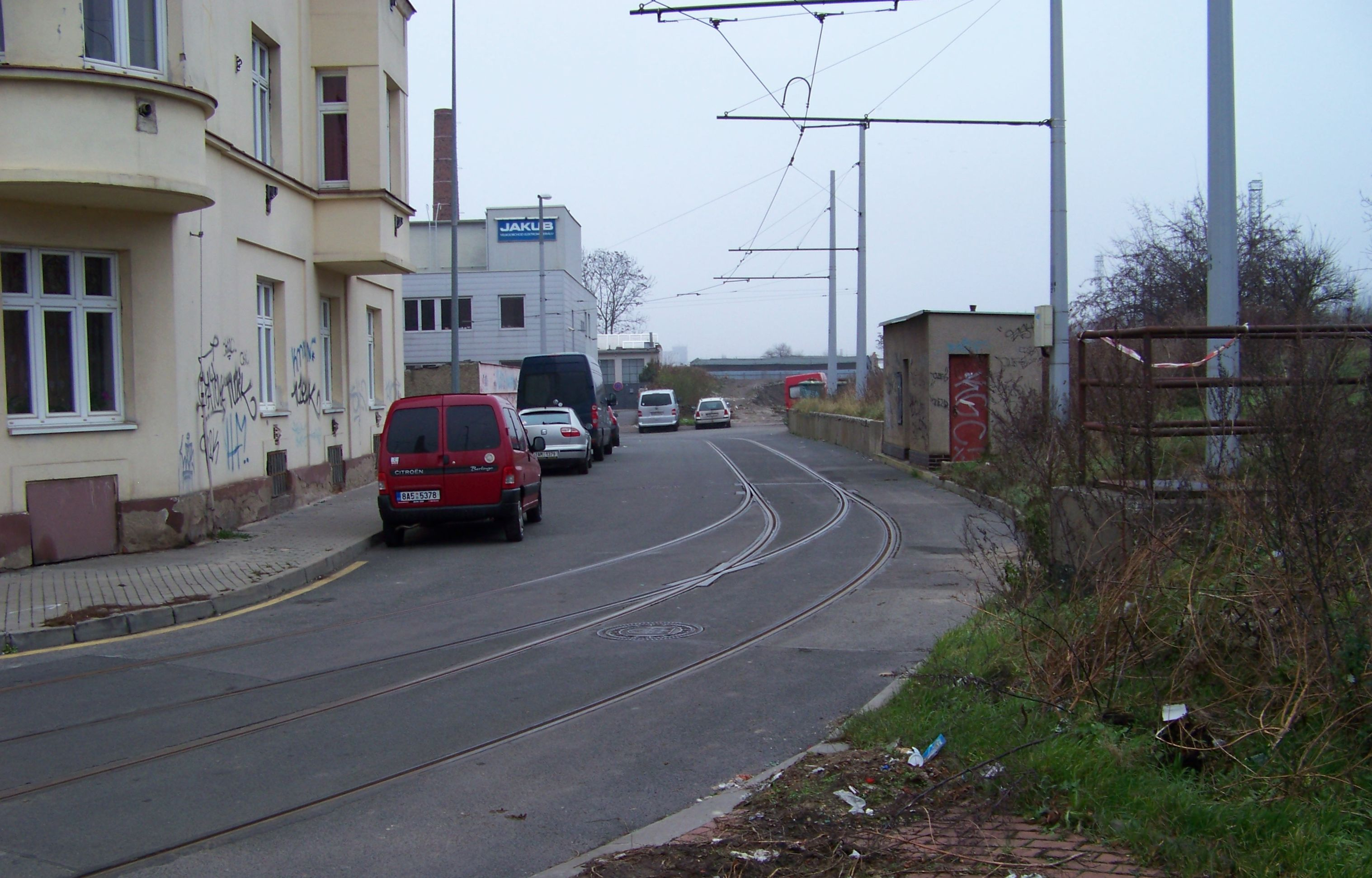
Výhybka manipulačních kolejí
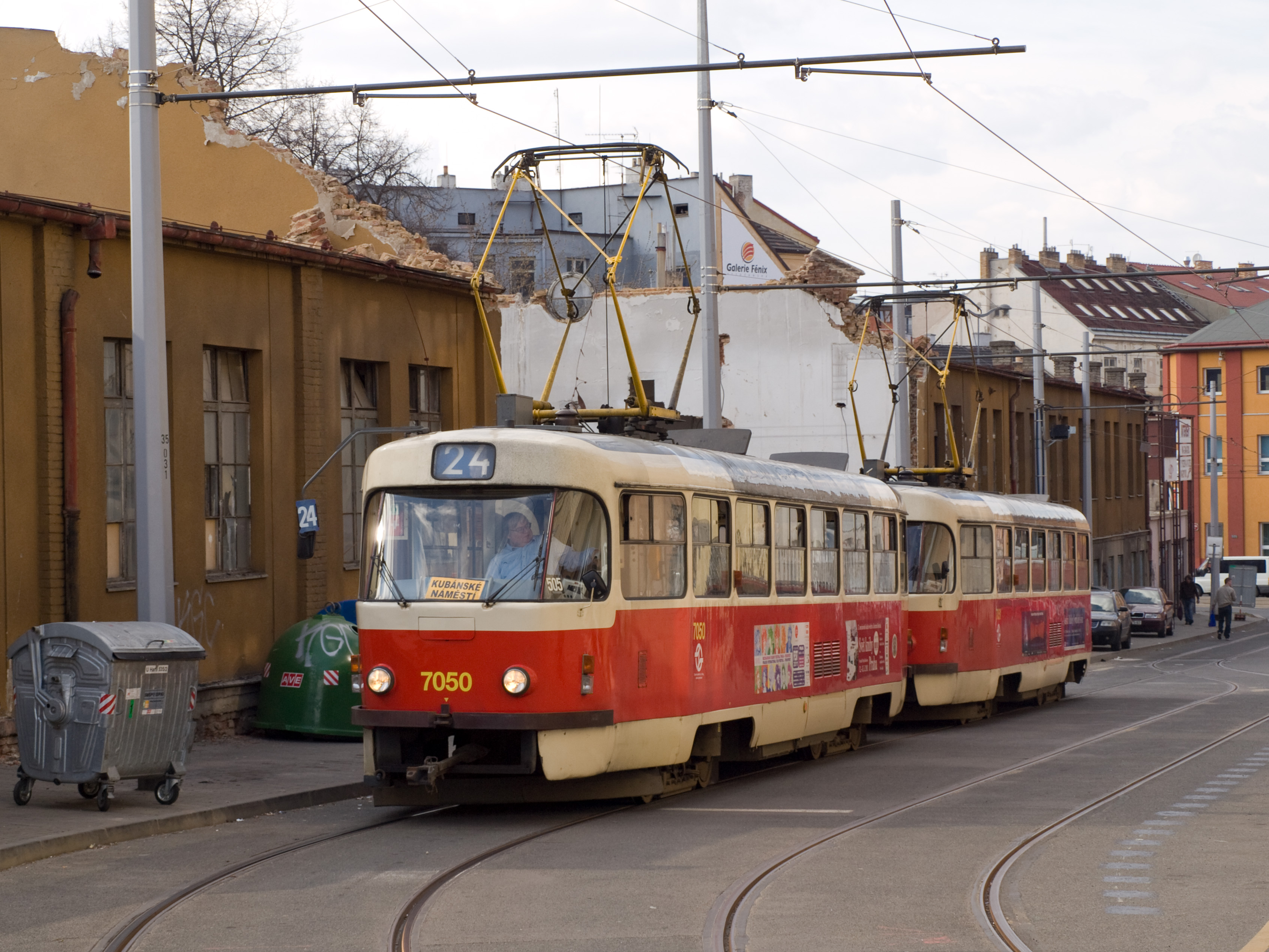
Linka č. 24 manipulující ve smyčce
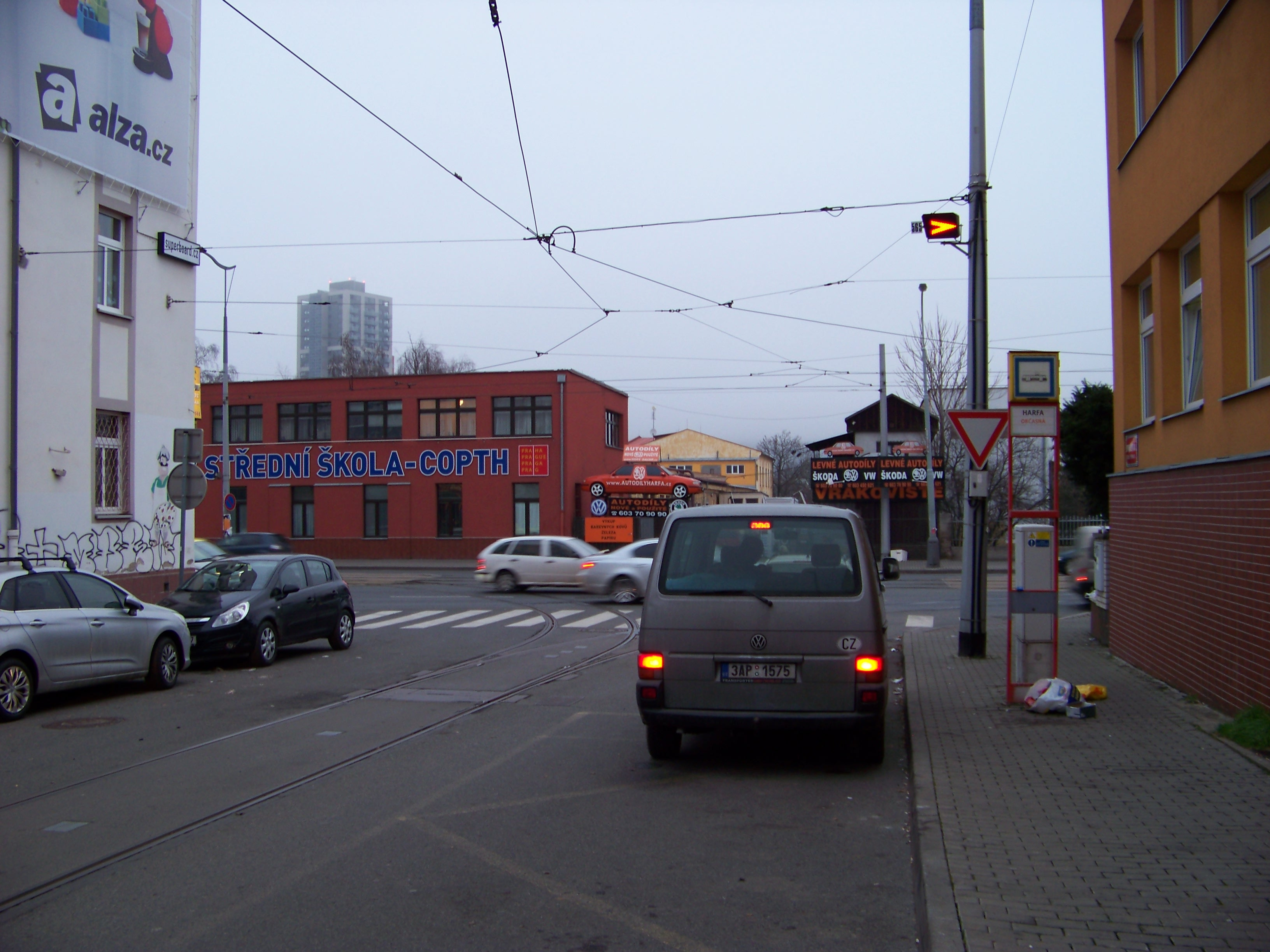
Nástupní zastávka
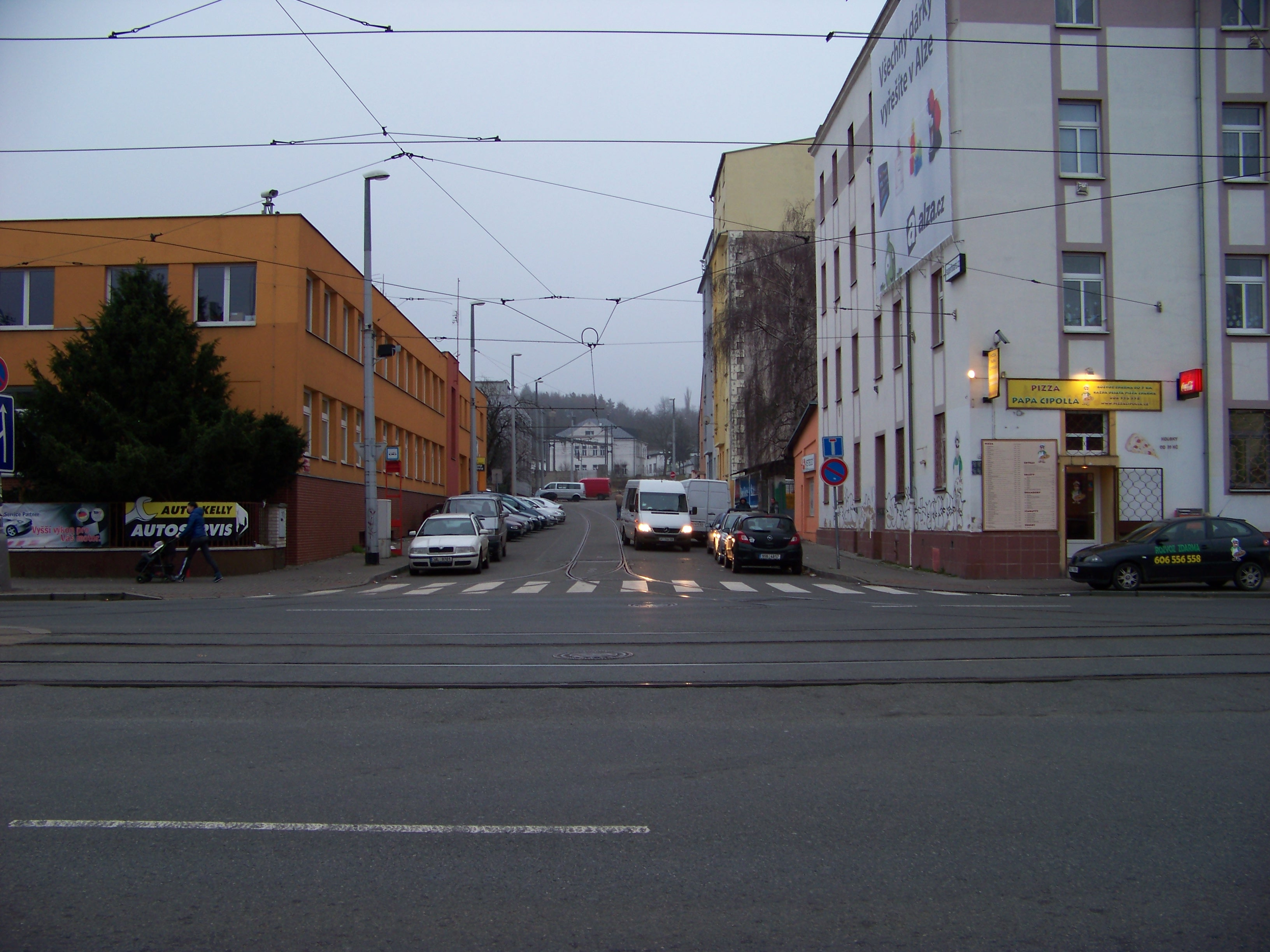
Výjezd ze smyčky